# Digambara
A digambara szanszkrit szó (दिगम्बर), jelentése: levegőbe öltözött. 

## Hinduizmus
A hinduizmusban a digambara olyan hindu bölcs vagy szent (szádhu), aki mezítelenül jár-kel a világban, mert már elszakadt a nemiségtől és a vágyaktól. 
Szintén Digambarának nevezik a mezítelenül aszkézist gyakorló Sivát. 

## Dzsainizmus
A digambara a két fő dzsaina irányzat egyike (a másik a svétámbara). A két irányzat elsősorban nem tanbeli kérdésekben tér el egymástól, hanem az aszkéták életmódjával, a vagyontalanság értelmezésével és az ősi iratokkal szembeni felfogásokkal kapcsolatban. A digambara dzsainák gyakran mindkét irányzat nevében folytattak vitát hindu és buddhista ellenfeleikkel. A két irányzat békésen él együtt, bár éles feszültség forrását képezi a szent helyek tulajdonviszonyának és láthatóságának kérdése. (Jelenleg több mint 130 hely körül folyik vita.)  A megosztottság eredete homályba vész.
A digambara dzsain szerzetes szintén mezítelen. Kezében gyakran pávatollakból készült seprűt tart; mielőtt leülne ezzel tisztítja meg a helyet az apró rovaroktól, nehogy összenyomja őket. A seprű szektája ismertetőjegye is egyben, az ahinszához, vagyis a nem-ártáshoz való feltétlen ragaszkodás szimbóluma. A digambara szerzeteseknek nincs alamizsnás tálkájuk, e helyett összetett két tenyerükben veszik át a felajánlott élelmet. Egyetlen tulajdonuk egy kisebb edény a tisztálkodáshoz szükséges víz számára. A digambarák szerint minden tulajdon akadály a megszabadulás (móksa) felé vezető úton, ezért nem viselnek ruhát sem. (Az apácáknak viszont férfi társaikkal szemben ruhát kell viselniük, s a megszabadulást is csak egy következő életben érhetik el, amikor férfiként újjászülettek.) Napjainkban már csak néhány száz digambara szerzetes él, szemben a mintegy kétezer svétámbarával. 